# Economische zelfstandigheid
Economische zelfstandigheid heeft volgens de Nederlandse overheid iemand die ten minste 70% van het wettelijk minimumloon verdient met betaalde arbeid.
Economische zelfstandigheid van iedereen die deel uitmaakt van de beroepsbevolking is een doel van de Nederlandse overheid sinds het Beleidsplan Emancipatie uit 1985. Mede onder druk van Europese richtlijnen begon de Nederlandse overheid in de jaren tachtig van de vorige eeuw met het geleidelijk afschaffen van kostwinnersvoordelen in de belasting en de sociale zekerheid.
Met name jonge vrouwen werden door de overheid opgeroepen om economisch zelfstandig te worden in plaats van zich financieel afhankelijk te maken van een kostwinner. Van 1987 tot 1989 liep daartoe de campagne Kies exact, vanaf 1989 gevolgd door de campagne met de slogan Een slimme meid is op haar toekomst voorbereid. De nieuwe generatie vrouwen en mannen werd gewaarschuwd dat zij in de toekomst niet meer zouden kunnen rekenen op de financiële voordelen van het kostwinnersmodel. Dit is bekend geworden als de 1990-maatregel. De overheid treedt niet in de keuzevrijheid van twee partners om samen van een arbeidsinkomen te leven, alleen wordt dit steeds minder financieel ondersteund.

## Feiten en cijfers (Nederland)
Vanaf 1 juli 2018 is het minimumloon in Nederland bepaald op € 1.594,20 bruto per maand. Iemand is dus economisch zelfstandig als deze een inkomen uit werk heeft van minimaal 70% van dat bedrag, dus minimaal € 1.115,94 bruto per maand. Na aftrek van 36,55% inkomensbelasting is dat minimaal € 708,06 netto per maand.
In 2011 was 52% van de vrouwen tussen 20 en 65 jaar economisch zelfstandig en 74% van de mannen.
Economische zelfstandigheid is met name bij vrouwen sterk gerelateerd aan opleidingsniveau (zie tabel). Driekwart van de vrouwen met een HBO- of universitaire opleiding is economisch zelfstandig, even vaak als de ‘gemiddelde man’. Van de vrouwen met basisonderwijs of een vmbo-opleiding is daarentegen bijna driekwart financieel afhankelijk van een kostwinner of van een uitkering.
Tabel met cijfers over mensen in de leeftijd van 20 tot 65 jaar:
| Opleidingsniveau | Vrouwen | Mannen |
| ---------------- | ------- | ------ |
| Lager            | 28%     | 66%    |
| Middelbaar       | 53%     | 74%    |
| Hoger            | 74%     | 83%    |
| Totaal           | 52%     | 74%    |

Een andere factor die bij de economische zelfstandigheid van vrouwen een rol speelt is bijvoorbeeld etniciteit. Surinaamse vrouwen zijn het vaakst economisch zelfstandig: 56%, gevolgd door autochtone vrouwen met 55% en Antilliaanse/Arubaanse vrouwen met 45%. Het minst vaak economisch zelfstandig zijn vrouwen van Turkse en Marokkaanse afkomst: 28%.
Tot slot speelt deeltijdarbeid een rol bij de economische zelfstandigheid van vrouwen in Nederland.